# Carlos Riolfo
Carlos Riolfo (Montevideo, 5. studenog 1905. – Montevideo, 5. prosinca 1978.) bio je urugvajski nogometaš, koji je igrao na mjestu veznjaka.  U svojoj dvadesetogodišnjoj igračkoj karijeri igrao je za nogometni klub C. A. Peñarol i  Urugvajsku nogometnu reprezentaciju.
Bio je član urugvajske momčadi koja je na Svjetskom prvenstvu 1930. u Urugvaju osvojila naslov svjetskih prvaka, iako nije odigrao niti jednu utakmicu, već je bio pričuvni igrač prve postave.
Za Peñarol je igrao u razdoblju od 1925. do 1931., te je s njim dva puta osvojio Urugvajsku prvu ligu. TIjekom sezone 1932./33. kartko je igrao i za argentinski nogometni klub Estudiantes de La Plata.